# ミスター サムシング ブルー
「ミスター サムシング ブルー」は、1997年1月21日に発売された八代亜紀の73枚目のシングルである。

## 解説
- 大鵬薬品工業「ソルマック」イメージ・ソング。

## 収録曲
全作詞：湯川れい子／編曲：長谷川智樹
1. ミスター サムシング ブルー（3：20）[2]
  - 作曲：長谷川智樹
2. Sentimental Boat to Heaven（3：42）[2]
  - 作曲：鴨宮諒
3. ミスター サムシング ブルー（カラオケ）
4. Sentimental Boat to Heaven（カラオケ）